# آمریکن گلوری
آمریکن گلوری یا امریکن گلوری (به انگلیسی: American Glory) یک کشتی است که طول آن ۱۴۳٫۵ فوت (۴۳٫۷ متر) است. این کشتی در سال ۲۰۰۲ در ایالات متحدهٔ آمریکا ساخته شد.